# Trop (retòrica)

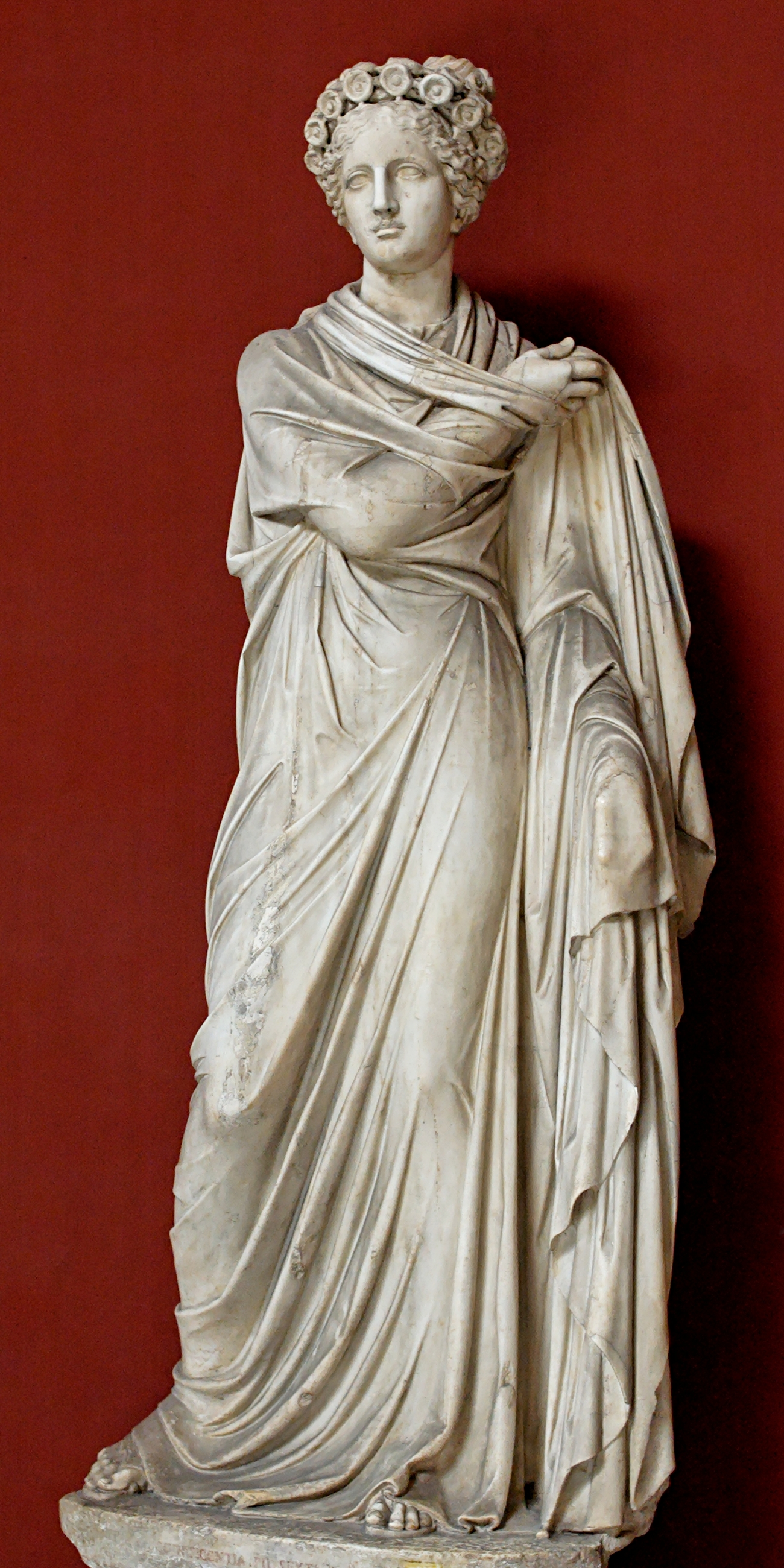
Polímnia, musa de la retòrica i del cant sagrat.

Un trop és la substitució d'una expressió per una altra el sentit de la qual és figurat. Es tracta d'un terme propi de la retòrica (prové del grec τρόπος, trópos, que significava «direcció»). En aquest esguard, el trop és el canvi de direcció d'una expressió que es desvia del seu contingut original per a adoptar un altre contingut. En llatí, el terme es va adaptar com a tropus.
L'ús dels trops és un constituent principal del ornatus retòric, una de les qualitats de la elocutio.
El nombre i la identitat dels trops ha variat al llarg de la història de la retòrica; entre els més habituals hi ha la metàfora, l'al·legoria, la hipèrbole, la metonímia, la sinècdoque, l'antonomàsia, l'èmfasi, la ironia, etc.
La retòrica clàssica constava d'un tractat anomenat De tropis en què s'estudiava l'ús de les paraules en un sentit diferent de l'habitual. Els trops ocupen un lloc important en el llenguatge literari, especialment en la poesia lírica, encara que no exclusivament: poden trobar-se també en el llenguatge col·loquial.

## Teoria tropològica
Pioner d'un ús filosòfic dels trops per a usar-los com a figuracions de teories socials i per a la comprensió dels textos històrics va ser Giambattista Vico (segle xviii ). Seguint el seu deixant, el filòsof de la història Hayden White en el seu llibre Metahistoria va advertir (per a alguns va forçar) la connexió de trops i teories històric-sociològiques, així la metonímia seria la clau del mètode de Marx, la sinècdoque per a Hegel, la metàfora per a Nietzsche i la ironia per a Benedetto Croce.
Frye en la seva "Anatomia de la crítica literària" exposa quatre menes de trops narratius, però aquesta vegada psicologitzats. Són l'"agon" o conflicte, el "pathos", el sofriment, l'"anagnorisis" o descobriment de la pròpia identitat i l'"sparagmos", o gran destrucció.
La teoria tropològica, encara que sense aquest nom, ha estat usada durant segles. Afirma una lògica darrere els esdeveniments històrics més enllà de l'aleatorietat o de la seva planificació, així com les conseqüències autònomes del text, més enllà de les intencions de l'autor o autors, siguin aquests cineastes, historiadors, planificadors socials, creadors de sistemes filosòfics o creadors audiovisuals. Per exemple, la dicotomia heroi-antiheroi, que s'usa tant pels narradors historicistes, com pels fílmics, si bé en aquells resulta molt menys evident i requereix formació per a ser detectada.
La tropocognició pot unir-se amb la metacognició d'una manera hibridada per a tota mena d'anàlisi, especialment en alternativa a les escoles racionalistes i empiristes en ciències humanístiques.

## Ús al cinema
El trop és definit en el llibre The Art Direction Handbook for Film com "una imatge universalment identificada infosa amb diverses capes de significat contextual que creguin una nova metàfora visual". El trop és un element d'estudi dins la semiòtica al cinema i fa referència als recursos i convencions narratives que permeten a l'autor de comunicar una situació que pot ser reconeguda fàcilment per l'espectador. George Bluestone va escriure en el seu llibre Novels Into Film que, en produir adaptacions, els trops al cinema són "enormement limitats" a comparació amb els trops en la literatura: "[Un trop literari] és una mena... de pensament simbòlic empacat que és més aviat específic a l'activitat imaginativa que a l'activitat visual... [i que] en ser convertida en una imatge literal, la metàfora es veuria absurda." Un trop pot ser qualsevol truc narratiu, lloc, estructura, personatge o locució lingüística que poden o no ser "disruptives" per a la història (aquesta última és referida comunament amb el terme clixé).